# 坎寧安峰
79°16′S 86°12′W / 79.267°S 86.200°W
坎寧安峰是南極洲的山峰，位於埃爾斯沃思地，屬於埃爾斯沃思山脈中赫里蒂奇嶺的一部分，海拔高度2,170米。它基本上被冰雪覆盖，位于戈萬冰川的源头附近，贴近方德斯海崖。
1961年到1966年间美国海军对当地摄影，美國地質調查局使用这些照片对它进行测量繪入地圖。
根據的測量和美國海軍的空中照片被繪入地圖。坎寧安峰是以1966年深冻行动时麥克默多站上的补给负责人命名的。

## Weblinks
- 美國地質調查局地名資訊系統：Cunningham Peak
- Cunningham Peak auf geographic.org (englisch)